# Petr I. Kastilský
Petr I. Kastilský nazývaný Krutý nebo Právoplatný (španělsky Pedro I el Cruel, 30. srpna 1334 Burgos – 23. března 1369 Montiel) byl král Kastilie a Leónu a Galicie v letech 1350 až 1369. Byl posledním králem z burgundsko-ivrejské dynastie.

## Život
Byl jediným přeživším synem kastilského krále Alfonse XI. a jeho ženy Marie Portugalské. Alfons XI. se svou zákonitou chotí zplodil dva syny a pak se již zdržoval u své metresy Eleonory z Guzmánu, která mu dala deset dětí; jedno z nich byl syn Jindřich z Trastámary, o rok starší než Petr a jeho pozdější soupeř o trůn.
Alfons XI. zemřel při obléhání Gibraltaru roku 1350 na mor a na trůn nastoupil šestnáctiletý Petr. Pokračoval v otcových šlépějích a svou podporou měšťanstva proti sobě popudil šlechtu a klér. Novou složkou státní správy se stali Židé, hlavním královým pokladníkem se stal Samuel Halevi z Toleda. Daňové reformy, které měly zabránit zneužívání moci šlechtou a královskými úředníky a nařízení týkající se majetku královského, klášterního, panského a soukromého se králi staly osudnými.
| „                | ...v hlavě měl plno podivných myšlenek a bouřil se proti všem předpisům a nařízením církve... Byl to krutý člověk a měl odporné sklony, takže se ho každý bál a každý ho podezíral z nejhoršího... | “ |
| — Jean Froissart | |   |

Od roku 1356 do roku 1361 Petr válčil s Aragonií ve „válce dvou Pedrů“, ve které neukázal žádné schopnosti nebo odvahu. Aragonii podporovala Francie, což si Petr zapříčinil sám zapuzením Blanky Bourbonské, v boji proti němu se angažoval také jeho nevlastní bratr Jindřich z Trastámary. Soudobí kronikáři připisují králi během tohoto období sérii vražd.
| „              | Zabil mnoho ctných lidí, mnohé bez příčiny, za to, že mu dali dobrou radu, a jiné jen kvůli nepatrnému podezření. Proto se mnoho šlechticů ze strachu před smrtí vzdálilo od dvora. Nikdo nebyl v jeho blízkosti v bezpečí, byť mu dobře sloužil a získal od něho privilegia a pocty... | “ |
| — Fernão Lopes | |   |

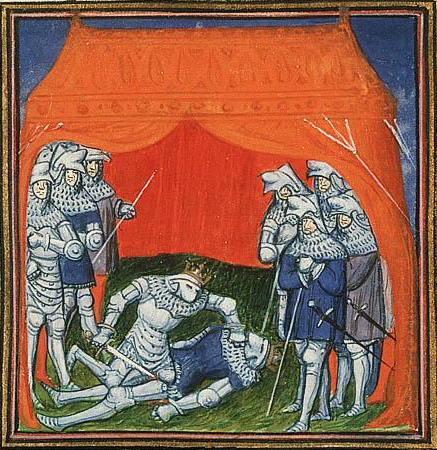
Pedrova smrt v souboji s nevlastním bratrem Jindřichem (středověká iluminace)

V roce 1366 vypukla občanská válka a města se rozdělila na příznivce měšťanstva (Burgos, Zamora, Sevilla atd.) a příznivce šlechty či církve (Toledo, Salamanca aj.) Šlechta si našla jako kandidáta na trůn Jindřicha z Trastámary, protože ten, kdo „dobře svému lidu vládne a chrání jej, ten skutečně je králem, druhý budiž vypuzen“. Jindřich byl podporován Francií a stál v čele početného žoldnéřského vojska společně s Bertrandem du Guesclinem. Petra podporovala Anglie; v čele anglického vojska stál Černý princ. Petr uprchl i se svou pokladnicí a dcerami do sousedního Portugalska, kde byl chladně přijat svým strýcem králem Petrem I. Odtud pokračoval do Galicie a pak do anglického Gaskoňska.
Konflikt skončil v březnu 1369 Petrovou smrtí. Bratr Jindřich jej v osobním souboji zabil dýkou a dosedl po něm na kastilský trůn. Musel však čelit nárokům na trůn, jež vznášely a prosazovaly dcery Petra I. ze vztahu s Marií z Padilly; řešení přinesl až sňatek vnuka Jindřicha z Trastámary Jindřicha s vnučkou Petra I. (dcerou jeho starší dcery Konstancie) Kateřinou z Lancasteru.

## Manželský život
Petr měl být původně zasnouben s anglickou princeznou Isabelou, k dohodě však nedošlo, a proto se měl oženit s její mladší sestrou Johanou, která na cestě do Kastilie roku 1348 zemřela v Bordeaux na mor. 3. června roku 1353 se mladý král na nátlak své matky, kastilské šlechty a příslibu bohatého věna oženil s Blankou, dcerou bourbonského vévody Petra a přes sestru Johanu také švagrovou francouzského dauphina Karla V. V tu dobu však byl pravděpodobně již ženatý se svou milenkou Marií z Padilly. S mladičkou Blankou strávil pouhých pár dní a pak ji nechal zapudil – poslal ji nejdříve ke své matce do Mediny-Sidonia, posléze ji nechal ji zavřenou na hradě v Arévalu a nakonec v pevnosti v Toledu a vrátil se opět ke své milence Marii, jež mu již porodila dceru Beatrix.
| „              | A zatímco poslové jeli dojednat svatbu, zvolil si král jako svoji favoritku Maríu de Padilla... Král k ní zahořel takovou vášní, že po příjezdu Blanky již neměl v úmyslu se s touto paní oženit... | “ |
| — Fernão Lopes | |   |

To vše vyvolalo odpor části šlechty, včetně tří jeho nevlastních bratří, synů Eleonory de Guzmán Jindřicha, Fadriqua a Tella, i Juana Alfonsa de Alburquerque, který po nešťastném sňatku, jenž pomáhal zosnovat, ztratil přízeň krále, i Pedrovy vlastní matky Marie Portugalské.
Francouzský dvůr se cítil Blančiným zapuzením pochopitelně uražen a uzavřel spojenectví se sousední Aragonií. Bratranec uvězněné Blanky, francouzský král Jan II. podal stížnost k papeži Inocencovi VI. Výsledkem byla Petrova exkomunikace. Reagoval na ni tím, že nechal manželství prohlásit za neplatné a roku 1354 se oženil znovu s Juanou de Castro, dcerou hraběte Pedra de Lemos, kterou však záhy zapudil rovněž, stačil s ní však zplodit syna. Poté se vrátil ke své původní milence a údajné manželce Marii z Padilly.
Roku 1361 byla nešťastná uvězněná Blanka Bourbonská na králův příkaz zavražděna. Téhož roku zemřela i Marie z Padilly, pravděpodobně jako oběť moru. Petr ji posmrtně při zasedání kortesů nechal prohlásit za svou první a jedinou zákonitou choť a obě další manželství za neplatná.

## Potomci
- s Marií z Padilly
  - Beatrix (1353–1369), jež měla zdědit kastilský trůn po svém otci, zemřela však v tomtéž roce jako on
  - Konstancie (1354–1394) ∞ 1371 Jan z Gentu, vévoda z Lancasteru
  - Isabela (1355–1392) ∞ 1372 Edmund z Langley, vévoda z Yorku
  - Alfonso (1359–1362)

- s Juanou de Castro
  - Jan Kastilský, jako možný pretendent trůnu byl celý život internován na hradě v Sorii

Kromě těchto legitimních nebo za legitimní považovaných dětí měl i řadu levobočků.

## Vývod z předků
|                   |                         |  |                         |                         |  |  |  |  |  |  |  | Alfons X. Kastilský |
|                   |                         |  |                         |                         |  |  |  |  |  |  |  |                     |
|                   | Sancho IV. Kastilský    |  |                         |                         |  |  |  |  |  |  |  |                     |
|                   |                         |  |                         |                         |  |  |  |  |  |  |  |                     |
|                   |                         |  |                         | Jolanta Aragonská       |  |  |  |  |  |  |  |                     |
|                   |                         |  |                         |                         |  |  |  |  |  |  |  |                     |
|                   | Ferdinand IV. Kastilský |  |                         |                         |  |  |  |  |  |  |  |                     |
|                   |                         |  |                         |                         |  |  |  |  |  |  |  |                     |
|                   |                         |  |                         | Alfons z Molina         |  |  |  |  |  |  |  |                     |
|                   |                         |  |                         |                         |  |  |  |  |  |  |  |                     |
|                   | Marie z Moliny          |  |                         |                         |  |  |  |  |  |  |  |                     |
|                   |                         |  |                         |                         |  |  |  |  |  |  |  |                     |
|                   |                         |  |                         | Mayor Alonso z Meneses  |  |  |  |  |  |  |  |                     |
|                   |                         |  |                         |                         |  |  |  |  |  |  |  |                     |
|                   | Alfons XI. Kastilský    |  |                         |                         |  |  |  |  |  |  |  |                     |
|                   |                         |  |                         |                         |  |  |  |  |  |  |  |                     |
|                   |                         |  |                         | Alfons III. Portugalský |  |  |  |  |  |  |  |                     |
|                   |                         |  |                         |                         |  |  |  |  |  |  |  |                     |
|                   | Dinis I. Portugalský    |  |                         |                         |  |  |  |  |  |  |  |                     |
|                   |                         |  |                         |                         |  |  |  |  |  |  |  |                     |
|                   |                         |  |                         | Beatrix Kastilská       |  |  |  |  |  |  |  |                     |
|                   |                         |  |                         |                         |  |  |  |  |  |  |  |                     |
|                   | Konstancie Portugalská  |  |                         |                         |  |  |  |  |  |  |  |                     |
|                   |                         |  |                         |                         |  |  |  |  |  |  |  |                     |
|                   |                         |  |                         | Petr III. Aragonský     |  |  |  |  |  |  |  |                     |
|                   |                         |  |                         |                         |  |  |  |  |  |  |  |                     |
|                   | Alžběta Portugalská     |  |                         |                         |  |  |  |  |  |  |  |                     |
|                   |                         |  |                         |                         |  |  |  |  |  |  |  |                     |
|                   |                         |  |                         | Konstancie Sicilská     |  |  |  |  |  |  |  |                     |
|                   |                         |  |                         |                         |  |  |  |  |  |  |  |                     |
| Petr I. Kastilský |                         |  |                         |                         |  |  |  |  |  |  |  |                     |
|                   |                         |  |                         |                         |  |  |  |  |  |  |  |                     |
|                   |                         |  | Alfons III. Portugalský |                         |  |  |  |  |  |  |  |                     |
|                   |                         |  |                         |                         |  |  |  |  |  |  |  |                     |
|                   | Dinis I. Portugalský    |  |                         |                         |  |  |  |  |  |  |  |                     |
|                   |                         |  |                         |                         |  |  |  |  |  |  |  |                     |
|                   |                         |  |                         | Beatrix Kastilská       |  |  |  |  |  |  |  |                     |
|                   |                         |  |                         |                         |  |  |  |  |  |  |  |                     |
|                   | Alfons IV. Portugalský  |  |                         |                         |  |  |  |  |  |  |  |                     |
|                   |                         |  |                         |                         |  |  |  |  |  |  |  |                     |
|                   |                         |  |                         | Petr III. Aragonský     |  |  |  |  |  |  |  |                     |
|                   |                         |  |                         |                         |  |  |  |  |  |  |  |                     |
|                   | Alžběta Portugalská     |  |                         |                         |  |  |  |  |  |  |  |                     |
|                   |                         |  |                         |                         |  |  |  |  |  |  |  |                     |
|                   |                         |  |                         | Konstancie Sicilská     |  |  |  |  |  |  |  |                     |
|                   |                         |  |                         |                         |  |  |  |  |  |  |  |                     |
|                   | Marie Portugalská       |  |                         |                         |  |  |  |  |  |  |  |                     |
|                   |                         |  |                         |                         |  |  |  |  |  |  |  |                     |
|                   |                         |  |                         | Alfons X. Kastilský     |  |  |  |  |  |  |  |                     |
|                   |                         |  |                         |                         |  |  |  |  |  |  |  |                     |
|                   | Sancho IV. Kastilský    |  |                         |                         |  |  |  |  |  |  |  |                     |
|                   |                         |  |                         |                         |  |  |  |  |  |  |  |                     |
|                   |                         |  |                         | Jolanta Aragonská       |  |  |  |  |  |  |  |                     |
|                   |                         |  |                         |                         |  |  |  |  |  |  |  |                     |
|                   | Beatrix Kastilská       |  |                         |                         |  |  |  |  |  |  |  |                     |
|                   |                         |  |                         |                         |  |  |  |  |  |  |  |                     |
|                   |                         |  |                         | Alfons z Molina         |  |  |  |  |  |  |  |                     |
|                   |                         |  |                         |                         |  |  |  |  |  |  |  |                     |
|                   | Marie z Moliny          |  |                         |                         |  |  |  |  |  |  |  |                     |
|                   |                         |  |                         |                         |  |  |  |  |  |  |  |                     |
|                   |                         |  |                         | Mayor Alonso z Meneses  |  |  |  |  |  |  |  |                     |
|                   |                         |  |                         |                         |  |  |  |  |  |  |  |                     |